# Теорія гомоцентричних сфер
Тео́рія гомоцентри́чних сфер — різновид геоцентричної системи світу, в якій небесні тіла вважають жорстко прикріпленими до комбінації скріплених між собою жорстких сфер зі спільним центром.

## Евдокс

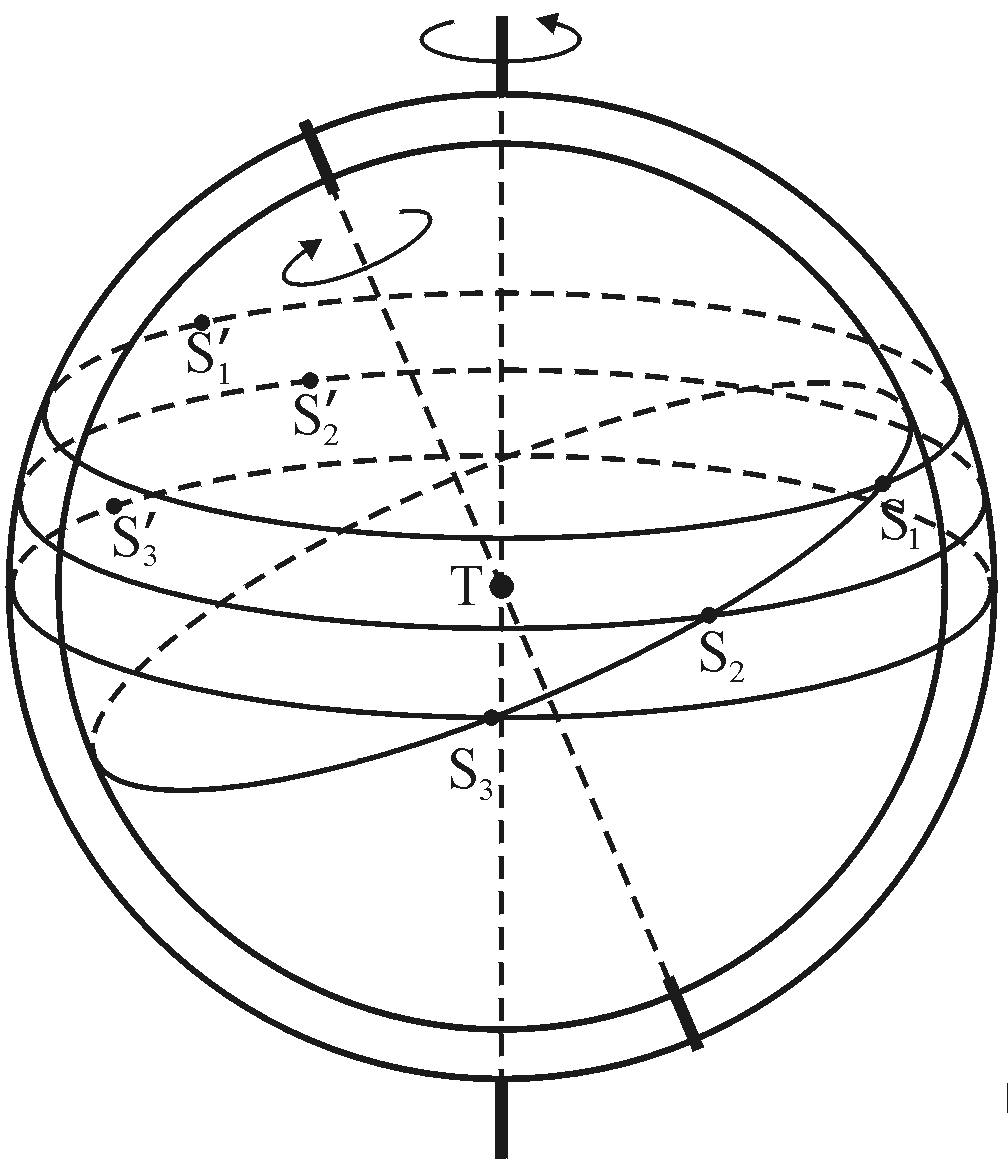
Рис. 1. Рух сонця в моделі двох сфер (T — Земля). Зовнішня сфера відповідає за добовий рух Сонця, внутрішня — за річний

За Сімплікієм, Платон поставив перед своїми учнями завдання подати рух планет у вигляді комбінації рівномірних колових рухів, і першим, хто її розв'язав, був Евдокс Кнідський, який створив першу теорію гомоцентричних (або концентричних) сфер.
Цю теорія було викладено в книзі Про швидкості, яка до нас не дійшла, але основні ідеї Евдокса виклали Арістотель і (трохи докладніше) Сімплікій. Реконструкцію цієї теорії вперше запропонував 1877 року італійський астроном Джованні Скіапареллі.

### Сонце

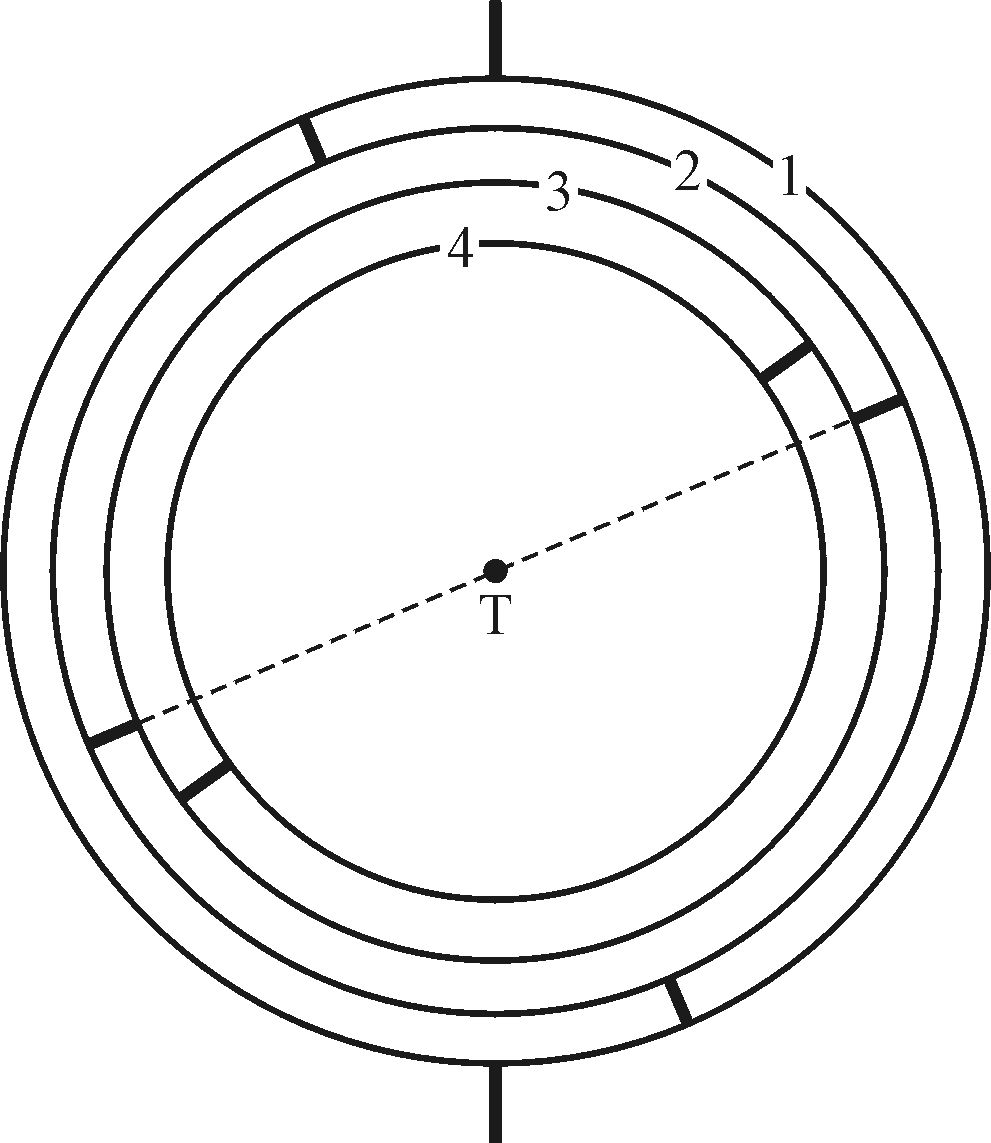
Рис. 2. Система з чотирьох концентричних сфер, що використовувалася для моделювання руху планет у теорії Евдокса. Цифрами позначено сфери, що відповідали за добове обертання небосхилу (1), за рух уздовж екліптики (2), за зворотні рухи планети (3 і 4). T — Земля, пунктирна лінія зображує екліптику (екватор другої сфери)

У моделі Евдокса видимий рух Сонця є результатом додавання трьох рівномірних кругових рухів. Два з них — це обертання разом з небесною сферою (з періодом 1 доба, зі сходу на захід) і вздовж екліптики (з періодом 1 рік, із заходу на схід). Такий характер руху подається за допомогою такої проміжної моделі: всередині сфери, що обертається навколо закріпленої осі з періодом 1 доба, закріплено вісь, навколо якої (в протилежному напрямку) з періодом 1 рік обертається ще одна сфера (рис. 1). Центри сфер збігаються, Земля розташована в центрі, Сонце міститься на екваторі внутрішньої сфери (екліптиці). В часи Евдокса помилково вважалося, що Сонце рухається не точно по екліптиці, а відхиляється від неї в напрямку північ-південь, тому Евдокс Кнідський додав ще одну сферу з дуже великим періодом обертання (невідомо, яким саме). Порядок сфер мав бути таким: зовні містилася сфера, що відповідала за добове обертання, до неї всередині було прикріплено сферу, що відповідала за відхилення Сонця від екліптики, і вже до неї всередині було прикріплено сферу, що відповідала за річний рух Сонця по екліптиці. Нерівномірність руху Сонця по екліптиці, яка вже була відома за часів Евдокса, в цій моделі не враховувалася.

### Місяць
Модель руху Місяця приблизно збігається з моделлю руху Сонця: його також описували трьома сферами. Однак у цьому випадку друга сфера (що моделювала відхилення Місяця на північ і південь від екліптики) дійсно необхідна, оскільки траєкторія руху Місяця нахилена на 5° відносно екліптики, причому лінія перетину екліптики та площини траєкторії Місяця переміщується, роблячи повний оберт за 18 років і 7 місяців. Якщо період оберту другої сфери в місячній теорії Евдокса дорівнював цій величині, то шлях Місяця по небу отримує задовільний геометричний опис. Проте нерівномірність руху Місяця серед зірок пр цьому врахувати неможливо.

### Планети
Рух п'яти відомих у давнину планет Евдокс описав за допомогою чотирьох сфер: зовнішня (період обертання 1 доба) описує добовий рух планети, друга (період обертання дорівнює сидерическому періоду планети) описує рух планети по зодіаку, і в неї були послідовно вкладені ще дві сфери, що відповідали за зворотні рухи планети (рис. 2). За Симплікієм, третя і четверта сфери обертаються назустріч одна одній з однаковими періодами, рівними синодичному періоду планети; вісь третьої сфери лежить на екваторі другої (тобто на екліптиці); вісь четвертої сфери нахилена відносно третьої; поєднання рухів по цих сферах призводить до того, що траєкторія планети виявляється схожою на вісімку. Цю криву Евдокс назвав гіпопедою, оскільки її форма нагадує кінські пута. Сімплікій наводить також деякі числові параметри. За цими даними точно відновити планетну теорію Евдокса неможливо. Опис Арістотеля ще менш докладний. Видатною заслугою Скіапареллі була реконструкція цієї теорії.

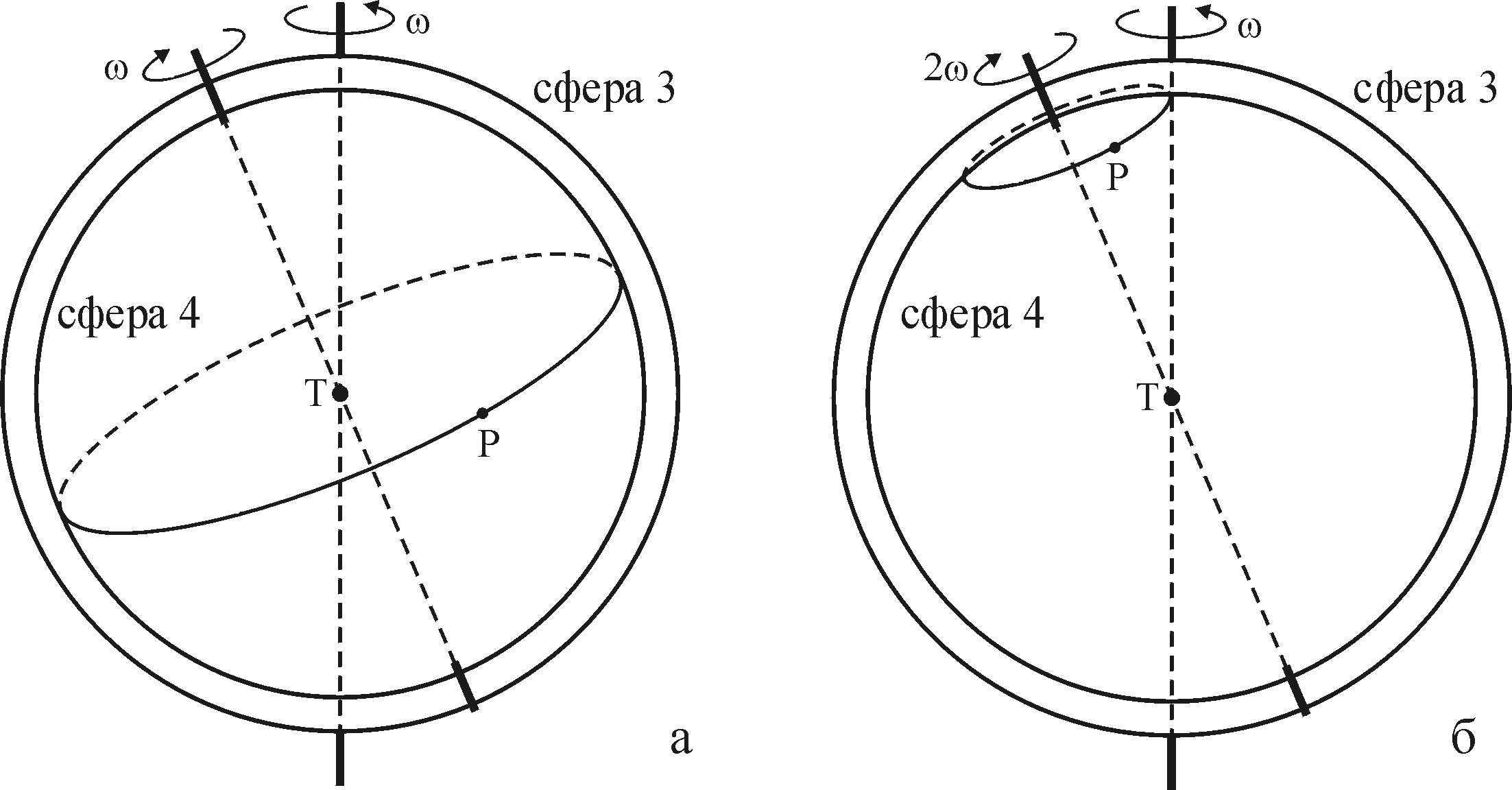
Рис. 3. Третя (зовнішня) і четверта (внутрішня) сфери в планетній теорії Евдокса за реконструкцією Скіапареллі (а) і Веселовського-Яветца (б). Кутові швидкості наведено відносно другої сфери (для третьої сфери) і відносно третьої сфери (для четвертої сфери). T — Земля

У реконструкції Скіапареллі передбачається, що планета міститься на екваторі четвертої сфери (про що не йдеться ні у Сімплікія, ні в Арістотеля). Крім того, слова Симплікія про рівність періодів обертань цих двох сфер інтерпретуються так, що рівні між собою період (і, відповідно, кутова швидкість) обертання третьої сфери відносно другої і четвертої відносно третьої (рис. 3, а). Таким чином, якби осі обертання цих сфер збігалися, то відносно зовнішнього спостерігача планета була б нерухомою. Скіапареллі показав, що додавання рівномірних обертань, що мають такі властивості, дійсно призводить до вісімкоподібної траєкторії, вигляд якої збігається з описом гіпопеди (рис. 4, а).

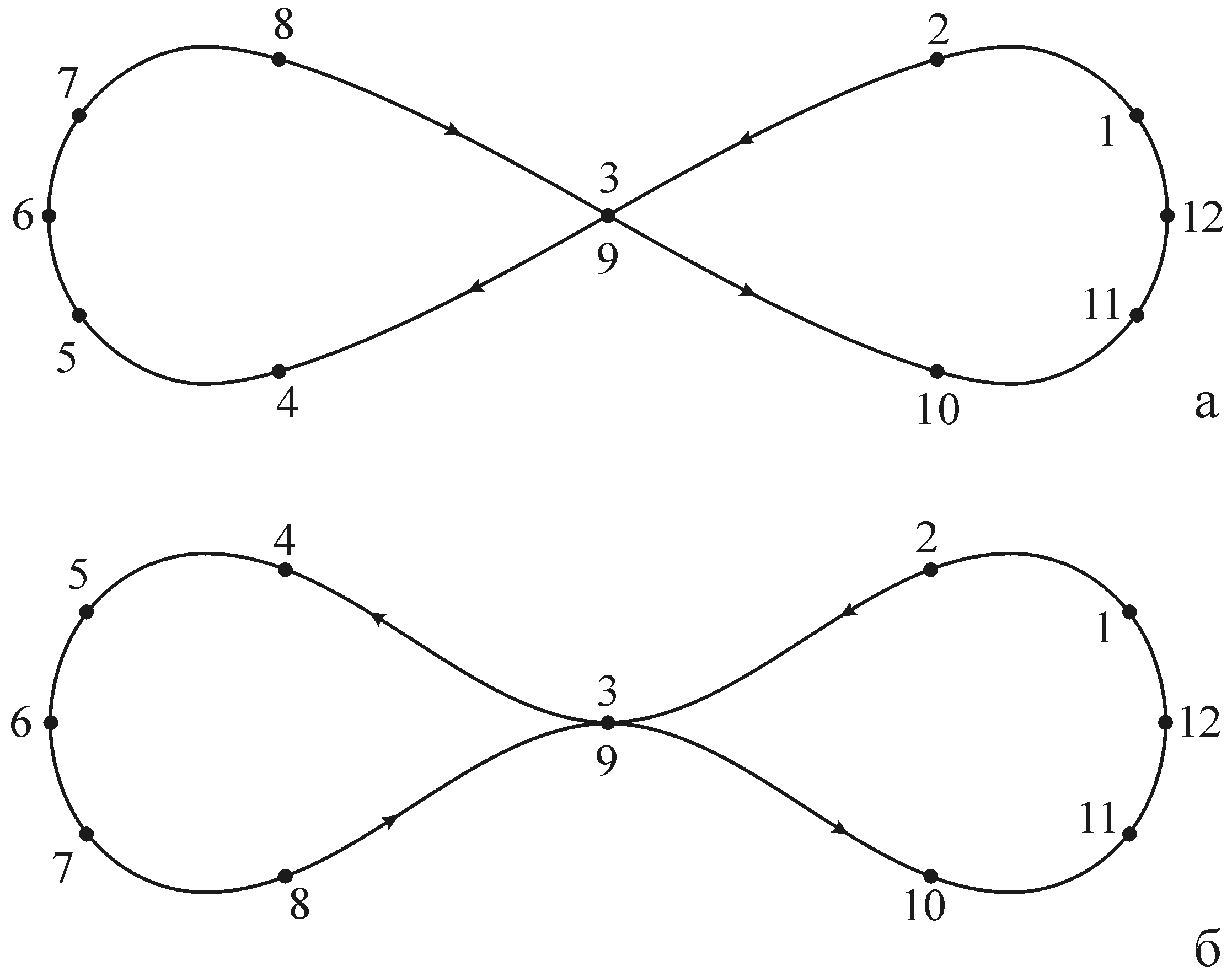
Рис. 4. Гіпопеда за реконструкцією Скіапареллі (а) і Веселовського-Яветца (б). Числа позначають положення планети в послідовні моменти часу

Оскільки вісь третьої сфери розташовується в площині екліптики (на екваторі другої), то для отримання траєкторії планети серед зірок слід уявити, що гіпопеда переміщується вздовж своєї довжини (вліво в горизонтальному напрямку на рис. 4, а). При цьому між точками 1 і 7 рух планети прямий, у районі точки 7 планета повертає, здійснює зворотний рух аж до точки 12, потім знову повертає і знову здійснює прямий рух. При цьому планета перетинає площину екліптики тричі (коли вона перебуває в точках 6, 9 і 12). У цьому полягає істотний недолік теорії Евдокса (в реконструкції Скіапареллі), оскільки під час зворотного руху планета або не перетинає екліптику зовсім (якщо планета описує петлю), або перетинає лише один раз (якщо вона описує зигзаг). Але найбільша проблема цієї теорії — те, що вона взагалі не може відтворити зворотні рухи деяких планет, а саме, Марса і Венери.
Альтернативну реконструкцію планетної теорії Евдокса запропонували радянський історик науки Іван Веселовський і ізраїльський учений Ідо Яветц. У ній передбачається, що кут між планетою і полюсом третьої сфери дорівнює куту між полюсами третьої і четвертої сфер, тобто планета не перебуває на екваторі четвертої сфери, як у моделі Скіапареллі (рис. 3, б). Друга відмінність від традиційної інтерпретації полягає в трактуванні свідчення Симплікія про рівність періодів обертань сфер: передбачається, що малися на увазі періоди обертання і третьої, і четвертої сфер відносно другої. Це можливо тільки тоді, коли кутова швидкість обертання третьої сфери відносно четвертої в два рази перевищує кутову швидкість четвертої сфери відносно третьої (тобто при збігу осей обертання цих сфер планета рухалась би по колу). У реконструкції Веселовського-Яветца комбінація рухів по третій і четвертій сферах приводить до вісімкоподібної траєкторії, але її гілки не перетинаються в центрі, а дотикаються (рис. 4, б). Існують деякі непрямі доводи на користь версії Скіапареллі. Можливо, тільки виявлення нових документів допоможе остаточно прояснити це питання.
В будь-якому випадку, для моделювання небесних рухів Евдоксу в цілому знадобилося 27 сфер: одна для нерухомих зірок, по три для Сонця і Місяця, по чотири для п'яти планет.

## Каліпп

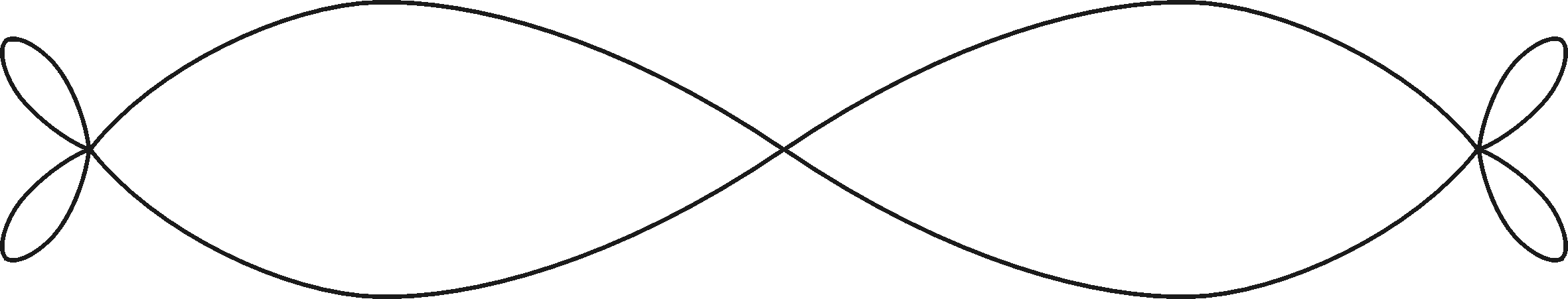
Рис. 5. Крива, по якій рухалися серед зірок планети Марс, Венера і Меркурій внаслідок комбінації рухів трьох внутрішніх сфер за теорією Каліппа

Теорію концентричних сфер розвивав Каліпп з Кізіка, якого іноді вважають учнем Евдокса. Ймовірно, Каліпп мав на меті моделювання нерівномірності руху Сонця і Місяця вздовж екліптики і пояснення зворотних рухів Марса і Венери, яких не було в Евдокса. Каліпп додав по дві додаткові сфери для Місяця і Сонця і по одній сфері для Марса, Венери і Меркурія, а моделі для Юпітера і Сатурна залишив без змін. Таким чином, у системі Каліппа кількість сфер зросла до 34.
За припущенням Скіапареллі, дві додаткові сфери Сонця і Місяця могли створювати маленькі гіпопеди, що змінювали швидкість їх руху вздовж екліптики. У випадку планет, три внутрішні сфери у Калліппа замість двох у Евдокса змінювали форму гіпопеди (з'являлися ніби по «бантику» на вершинах, рис. 5), що дозволяло змоделювати зворотні рухи Марса і Венери і уточнювало модель Меркурія.

## Арістотель
За свідченням Арістотеля, астрономи ранішого періоду вважали, що планети рухаються самостійно, а не прикріплені до якихсь матеріальних оболонок, так що Евдокс і Каліпп навряд чи вважали теорію сфер фізичною моделлю будови планетної системи (найпевніш, лише математичним способом обчислення положень планет на небі). «Матеріалізацію» сфер Арістотель вважав своїм власним досягненням. Теорія гомоцентричних сфер повністю відповідала його філософії, де передбачалося, що «надмісячний» світ складається з особливого небесного елемента — ефіру, властивістю якого є незмінність і вічність; звідси випливало, що небесні тіла мають здійснювати рівномірний рух по колах, центр яких збігається з центром світу. «Фізичне» обґрунтування теорії гомоцентричних сфер Арістотель навів у своєму трактаті Метафізика. У теорії Арістотеля сфери механічно пов'язані, причому рух від кожної зовнішньої сфери передається внутрішнім. Звідси випливає, що ці сфери мали бути твердими; крім того, оскільки ми бачимо крізь них, вони мали бути прозорими, як кришталь.
До моделі Каліппа, яка була математичною основою його системи, Арістотель додав сфери, єдиним призначенням яких було компенсувати рух сфер, розташованих вище. Таким чином, Арістотель мусив додати по чотири сфери Сонцю, Меркурію і Марсу і по три сфери Юпітеру і Сатурну (світила перераховані в порядку віддалення від Землі в системі Арістотеля). Разом у його системі світу рух небесних тіл пояснювався за допомогою 56 сфер.

## Критика теорії гомоцентричних сфер в античності
Стародавнім астрономам було відомо, що в деяких істотних елементах ця теорія суперечить спостережуваним явищам, причому цю суперечність неможливо подолати введенням нових сфер. Проблема полягала в самій сутності теорії: кожне зі світил рухається по сфері, центр якої збігається з центром Землі, тобто відстань від світила до землі має залишатися незмінною. Але греки вже добре знали, що це не так:
1. Деякі планети дуже змінюють свій блиск (наприклад, Марс у середині зворотного руху виглядає значно «більшим», ніж в інший час);
2. Місяць навіть при спостереженні неозброєним оком за однакових умов не завжди має однаковий кутовий розмір;
3. Спостереження Місяця з кутомірними інструментами показують, що його видимий розмір змінюється у відношенні 11 до 12;
4. Сонячні затемнення, бувають повними (коли Місяць повністю закриває диск Сонця) або кільцеподібними (коли диск Місяця трохи менший від диска Сонця).

Всі ці факти несумісні з припущенням про незмінність відстаней небесних тіл від Землі.
За Сімплікієм, про всі ці факти знав уже Арістотель, який у своїй книзі Фізичні проблеми, яка не дійшла до нас, висловлював невдоволення теорією концентричних сфер. Автолік з Пітани спробував подолати ці недоліки, але безуспішно.
Іншим недоліком теорії гомоцентричних сфер була її непрактичність: за її допомогою було практично неможливо обчислювати координати планет.
З цих причин теорія гомоцентричних сфер поступилася місцем досконалішій теорії — теорії епіциклів, з якою й пов'язані основні успіхи математичної астрономії античності (Гіппарх, II століття до н. е., Птолемей, II століття н. е.).

## Теорія гомоцентричних сфер у середньовіччі і в епоху Відродження
Починаючи від пізньої античності і особливо в середньовіччі і навіть в епоху Відродження сильним аргументом на користь теорії гомоцентричних сфер була її відповідність філософії Арістотеля. Знаменитий філософ Аверроес закликав відмовитися від теорії Птолемея на користь Арістотеля. Різні модифікації теорії концентричних сфер створювалися протягом усього середньовіччя і епохи Відродження: аль-Бітруджі, XII століття, Реґіомонтан, XV століття, Джованні Баттіста Аміко, XVI століття, Джироламо Фракасторо, XVI століття. Однак успіхи теоретичної і спостережної астрономії посткопериканського періоду привели до того, що теорію гомоцентричних сфер перестали сприймати серйозно, а незабаром (у XVII столітті) відмовились і від самої геоцентричної системи світу.